# Новые Тренькасы
Но́вые Тренькасы́ (чув. Çĕнĕ Тренкасси) — деревня в Чебоксарском районе Чувашской Республики. Административный центр Шинерпосинского сельского поселения.

## География
Находится в северной части Чувашии на расстоянии приблизительно 7 км на восток-юго-восток по прямой от районного центра поселка Кугеси.

## История
Образована в 1993 году при птицефабрике «Кугесинская». В 2010 году отмечены 433 домохозяйства. Работает ОАО «Чувашский бройлер».
В средней школе деревни учился будущий Герой Российской Федерации — Дмитрий Владимирович Семёнов.

## Население
Постоянное население составляло 1505 человек (чуваши 90 %) в 2002 году, 1491 в 2010.